# Kirchveischede

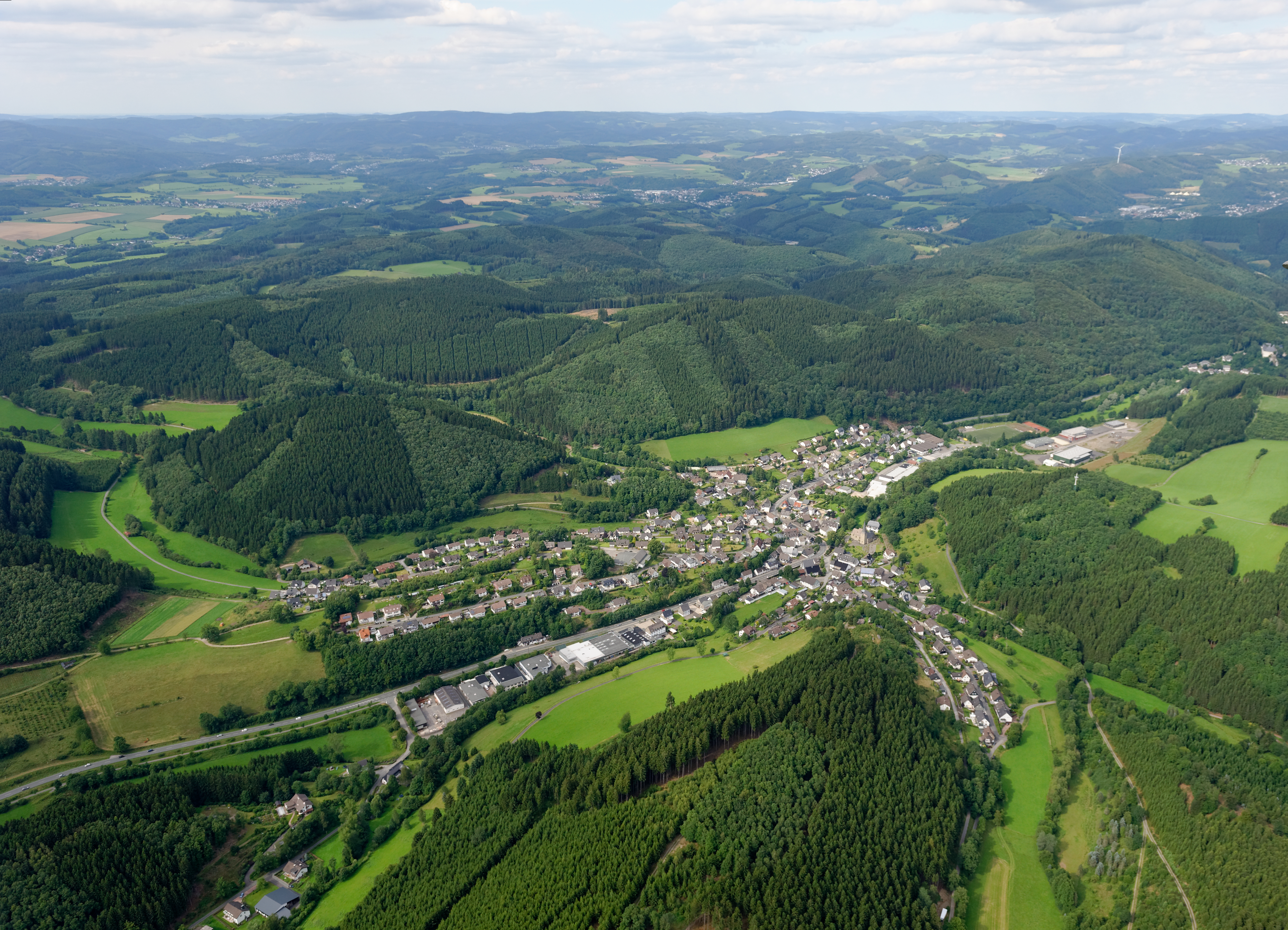
Luftbild von Kirchveischede

Kirchveischede ist eine Ortschaft im Sauerland, eingemeindet in die Stadt Lennestadt im Kreis Olpe. Der Ort liegt an der B 55 im Tal der Veischede, einem Nebenfluss der Lenne, und hatte Ende Juni 2020 923 Einwohner. Der Anteil der Senioren liegt mit 19,4 % der Einwohner über dem Durchschnittswert für Lennestadt (17,4 %).
Etwa 1,5 Kilometer südwestlich der Ortschaft liegt die Wallanlage Hofkühl, die vermutlich in der Eisenzeit entstand. Auf dem gegenüberliegenden Bergrücken findet sich die Wallburg Jäckelchen, eine nachkarolingisch-ottonische Burg, die zwischen dem 8. und 10. Jahrhundert entstand.

## Ortsentwicklung
Erstmals erwähnt wurde der Ort im Jahre 1019 in einer Urkunde, die bezeugt, dass der Abtei Deutz ein Gut in dem Dorf „Viesche“ überlassen wird. Die Historiker sind sich einig, dass dieses Dorf „Viesche“ das heutige Kirchveischede bezeichnet. Der Ortsname Kirchveische – statt „Viesche“ oder auch „Veische“ – ist erstmals 1519 nachweisbar.
Der Ortsname beruht auf dem Gewässernamen Veischede. Eine Bezugnahme u. a. auf das niederdeutsche „Fiseln“ (dünn regnen) bzw. das altnordische „Fisa“ (fächeln, sich hin und her bewegen) und die hieraus abgeleitete Bezeichnung für „sickernder oder auch sich hin und her bewegender Bach“ ist problematisch. Flöer kommt in einer neueren Untersuchung zu dem Schluss, dass die bisher vorgeschlagenen Deutungsmöglichkeiten „keinen gangbaren Weg“ bieten und dass eine andere Erklärung des Gewässernamens bisher nicht gelingt.
Mit der Eroberung der Burg Bilstein durch Erzbischof Dietrich von Moers im Jahr 1445 wurde Kirchveischede mit dem Amt Bilstein in das Herzogtum Westfalen eingegliedert und gehörte damit zum Kurfürstentum Köln. Eine frühe und ziemlich vollständige Übersicht über die in Kirchveischede lebenden Familien liefert eine Erhebungsliste des Herzogtums Westfalen aus dem Jahr 1536 zur Finanzierung der Türkenkriege. Demnach gab es zu dieser Zeit 18 Haushaltsvorstände, deren Zahl in etwa der damaligen Anzahl der Häuser entsprochen haben dürfte.
Noch im 17. und 18. Jahrhundert lebten die meisten Familien in Kirchveische von der Landwirtschaft. In den meisten Fällen waren die Bauern Pächter oder Lehnsträger von Gütern, an denen seit 1445 die Kölner Kurfürsten und Erzbischöfe oder die Kirchveischeder Kirche das Eigentum hatten.
Die Bevölkerungszunahme im 18. Jahrhundert führte zu einer wachsenden Zahl von Menschen, die außerhalb der Landwirtschaft ihren Unterhalt bestreiten musste. Nach einem Steuerregister von 1775 lebten in Kirchveische auf 16 Höfen insgesamt 32 Beilieger, die kein Wohneigentum besaßen. Sie wohnten in den Häusern der Eingesessenen oder in Nebengebäuden und bestritten ihren Lebensunterhalt als Handwerker oder Tagelöhner.
In der Ortsmitte befindet sich die Pfarrkirche St. Servatius. In der Nähe der Kirche gruppieren sich historische Fachwerkhäuser. Elf Gebäude stehen derzeit unter Denkmalschutz: Haus Hardenacke (Röthe 1), Haus Drüeke (Röthe 4), Haus Sondermann (Röthe 6), Haus Hein (Westfälische Straße 50), Pfarrkirche St. Servatius, Pfarrhaus am Kellenberg 6, Haus Nolting (Westfälische Str. 41), Haus Schlüngermann (Westfälische Straße 43), Haus Epe (Zum Kellenberg 2), Haus Nolting (Westfälische Straße 48) und Haus Drüeke (Am Radenberg 1).
Die Fachwerkhäuser wurden überwiegend in den Jahren 1784 bis 1790, vermutlich im Rahmen von Neubaumaßnahmen nach einem großen Brand, errichtet. Wenngleich die Häuser individuelle Besonderheiten aufweisen, entspricht der Grundtypus der Häuser dem eines niederdeutschen Hallenhauses. Funktional erfüllt das Hallenhaus drei Aufgaben: Es dient gleichzeitig der Behausung der Menschen, der Aufstellung des Viehs und der Speicherung der Ernte.
Mit der Säkularisation im Jahre 1802 endete die kurkölnische Periode. In der folgenden politisch wechselvollen Zeit wurden das Herzogtum Westfalen und somit auch Kirchveischede zunächst dem Großherzogtum Hessen-Darmstadt zugeschlagen und dann ab 1816 von Preußen übernommen. Kirchveischede gehörte fortan zum Regierungsbezirk Arnsberg und damit zur Provinz Westfalen.
Im Zeitraum von 1775 bis 1818 wuchs die Bevölkerungszahl von Kirchveische um ca. 25 % auf 246. Dies führte in Verbindung mit dem Ausbleiben einer nachhaltigen Verbesserung der Wirtschaftsstruktur in der Zeit von 1836 bis 1882 zu zahlreichen Auswanderungen. Die Situation verbesserte sich erst, als sich in der zweiten Hälfte des 19. Jahrhunderts für einen längeren Zeitraum die Tabak- und Zigarrenindustrie im Nachbarort Bilstein und Kirchveischede entwickeln konnte.
Von 1904 bis 1916 hatte der Ort mit der Veischedetalbahn, einem Oberleitungsbus-Betrieb, Anschluss an die Ruhr-Sieg-Strecke im Bahnhof Grevenbrück. Bedingt durch die Kriegswirren und Materialmangel musste der Betrieb 1916 eingestellt werden; die Bahn wurde später durch den Kraftpostbetrieb ersetzt.
Am 1. Juli 1969 wurde Kirchveischede durch das Gesetz zur Neugliederung des Landkreises Olpe in die neue Stadt Lennestadt eingegliedert.
Die waldreiche Umgebung mit vielen Wanderwegen, die Schönheit des Ortes mit den markanten Fachwerkhäusern, der in der Nähe gelegene Aussichtsturm Hohe Bracht, Burg Bilstein, die Attahöhle im nahen Attendorn sowie der Biggesee verleihen dem Ort einen hohen Freizeitwert mit Beschäftigungsmöglichkeiten im Gaststätten- und Übernachtungsgewerbe. Daneben bestehen auch Arbeitsmöglichkeiten in nahe liegenden Orten mit Gewerbe insbesondere in der Eisen- und Metallverarbeitung.
Kirchveischede ist mehrfach zum schönsten Dorf im Sauerland gewählt worden und darf den Titel Golddorf tragen.

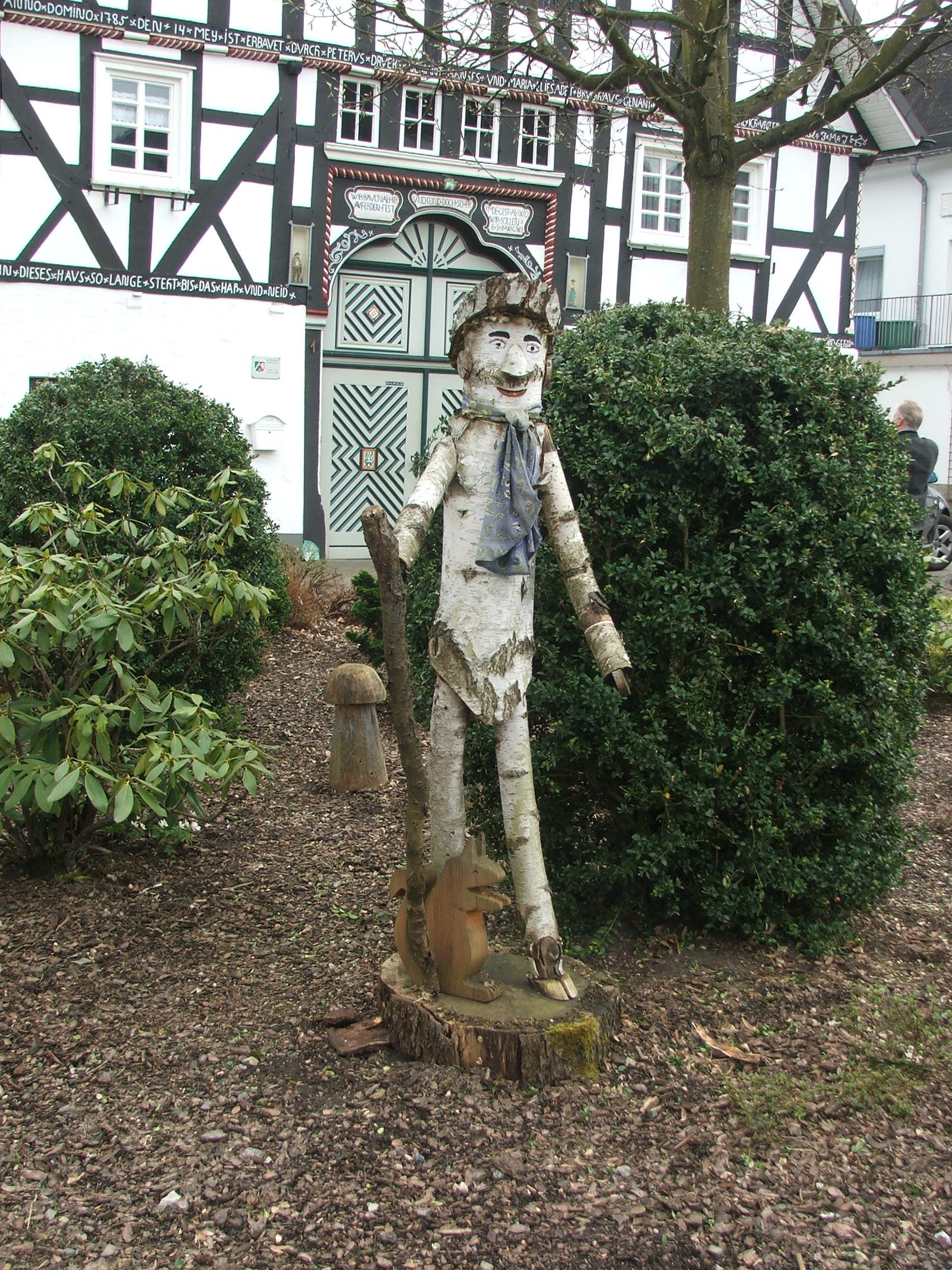
Kunst in Kirchveischede
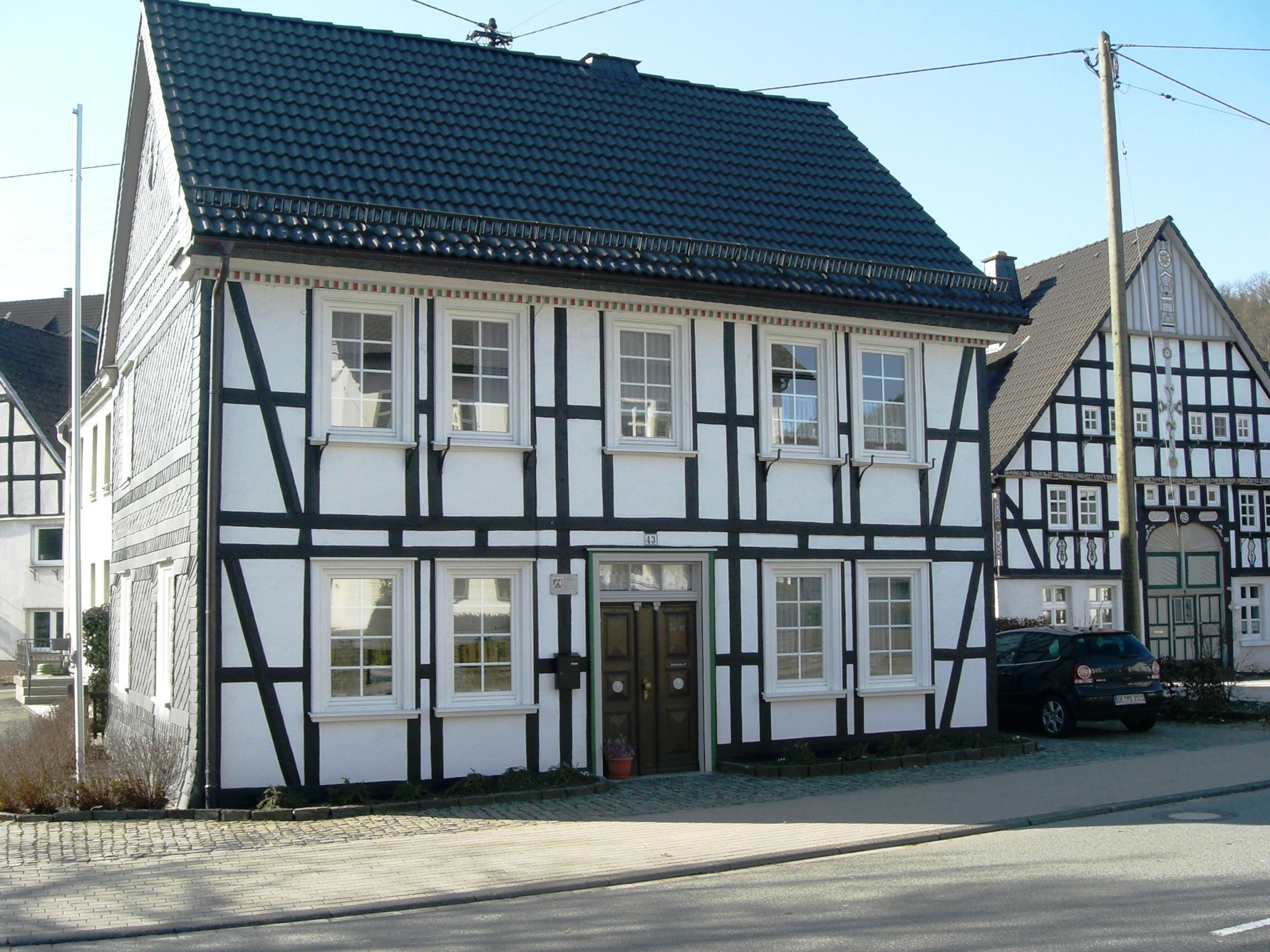
Westfälische Straße 43 (Haus Schlüngermann)
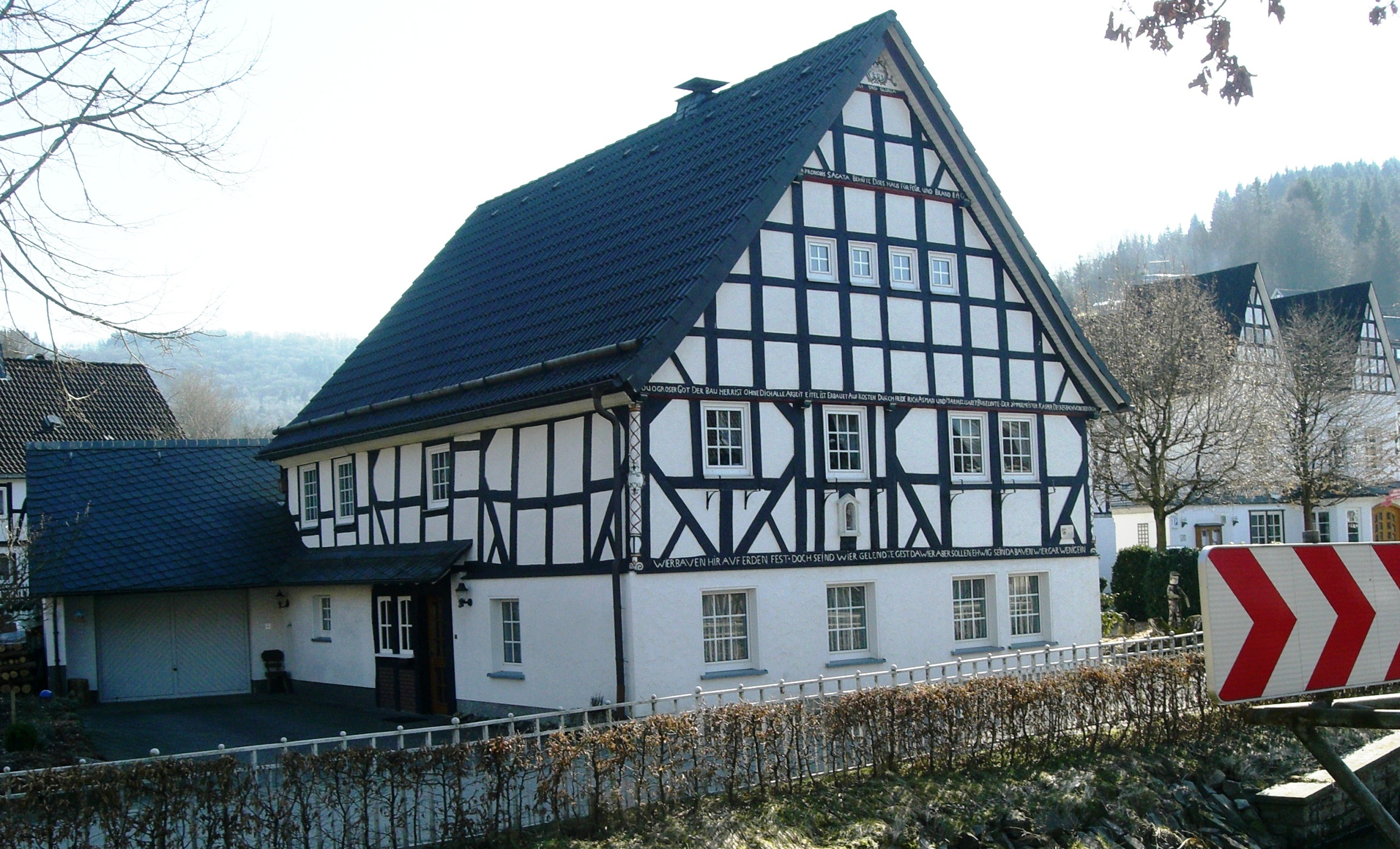
Zum Kellenberg 2 (Haus Epe)
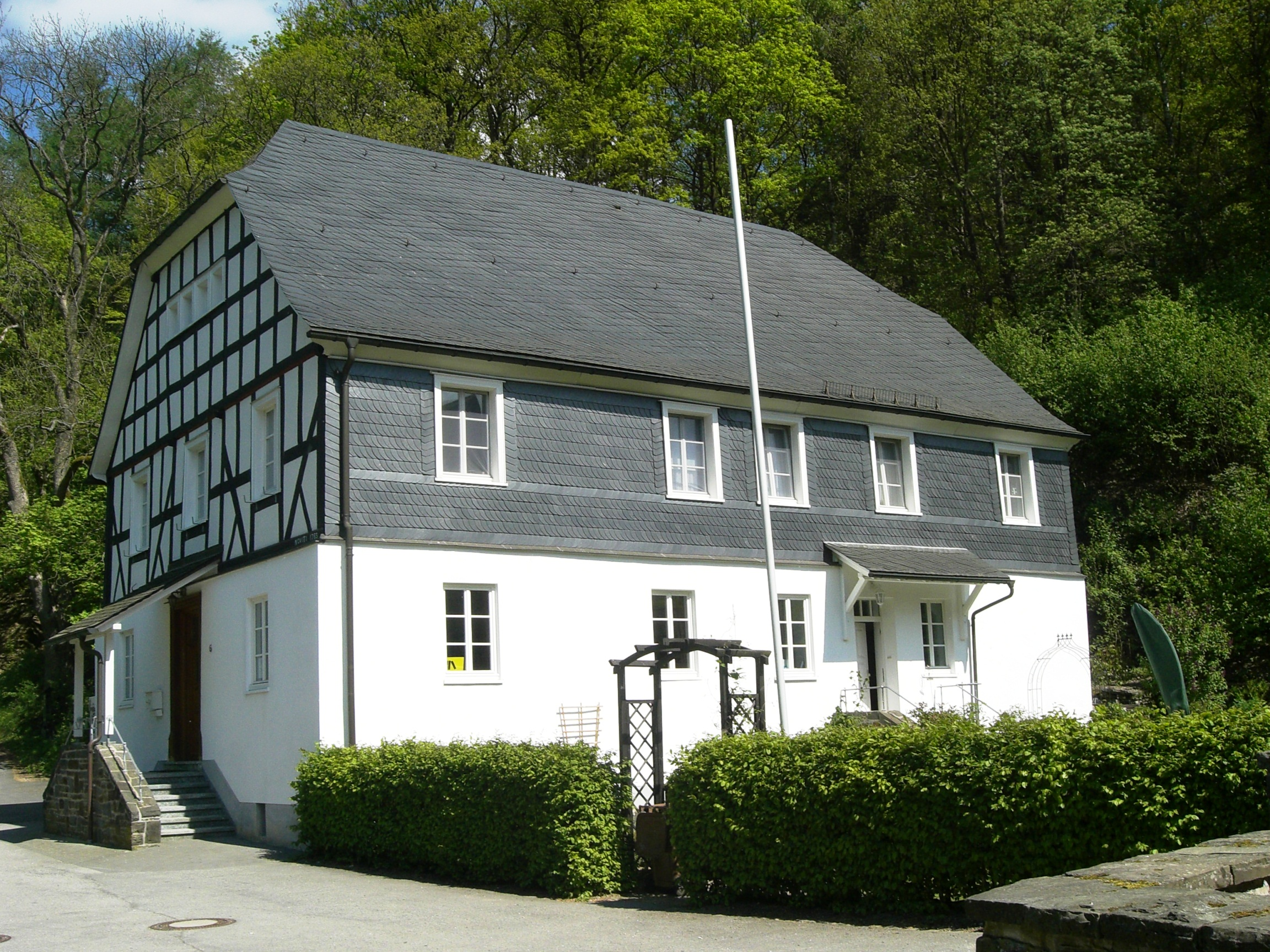
Pfarrhs. Zum Kellenberg 6
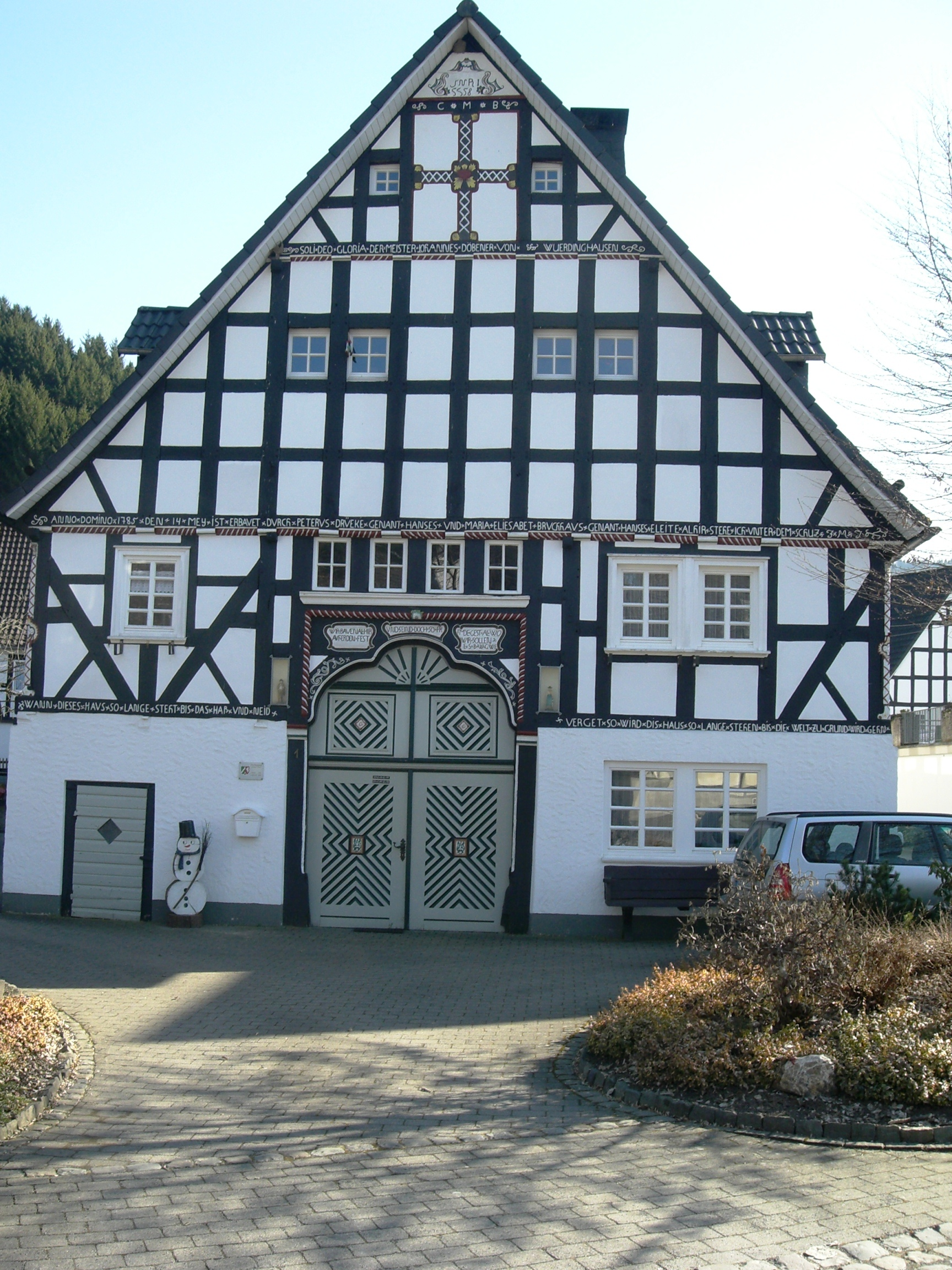
Röthe 1 (Haus Hardenacke)
Personenwagen der Veischedetalbahn

## Persönlichkeiten
- Kirchveischede ist der Geburtsort des Fußballtrainers Helmut Schulte.
- Die Kirchveischederin Helga Steinberg ist Trägerin des höchsten katholischen Laienordens Pro Ecclesia et Pontifice.[11]
- Der Leichtathlet Ben Tröster hat 2023 die silberne Medaille bei den deutschen U18-Meisterschaften im 100-Meter-Sprint gewonnen. Zudem gewann er 2024 bei den U-18 Europameisterschaften mit der Staffel die silberne Medaille. Des Weiteren darf er sich seit Februar 2025 Deutscher Meister über 200 m (Halle) nennen.